# 蒼海のヴァルキュリア 〜孤高の皇女ルツィア〜
『蒼海のヴァルキュリア 〜孤高の皇女ルツィア〜』（そうかいのヴァルキュリア 〜ここうのおうじょルツィア〜）は、アナスタシアから2009年12月4日に発売されたPC用18禁潜水艦ADVである。

## 概要
エウシュリーの別ブランド・アナスタシアから発売されたアダルトゲーム第4作目。『蒼海の皇女たち』の世界観を踏襲した深海アクションADV、前作で不評の戦闘パートは廃止された。
グラフィックは横長画面対応のワイドサイズ、映画のような臨場感を再現している。さらに、前作を演出した多種多様な3Dカットインムービーは強化した。隨所に人物紹介と専門用語解説を挿入。
予約特典として設定資料集がついた。

## 物語
地下資源と内海の覇権を巡る争奪戦に投入したノーデンフェルト国海軍。大戦末期、歴史の闇に葬り去られたもう一隻の女性だけの潜水艦“ネレイディア”。
戦死した艦長に代わり、急遽艦長を務めることになった先任将校ルツィア。極秘任務遂行中に敵国の手に拿捕され、そのまま終戦を迎えてしまう。
捕虜による反乱や敵兵の侵入、そして執拗に付け狙う敵駆逐艦。幾多な苦難を掻い潜り、捕らわれた仲間の救出や暗号機と数々な機密を奪還、破壊するために行動を開始する。目的のためにやむなく女の武器も使い、様々な思惑で分裂していく乗組員たち。恥辱の中でそれでも祖国への帰還を信じた。
-Unser Meer wurde vergewaltigt-　我々の海は、汚された。

## 登場人物

### ネレイディア乗組員
ルツィア・ヘンデルバンド
声：大波こなみ
ノーデンフェルト海軍中尉・潜水艦ネレイディア艦長、本作の主人公。
過去に乗組した艦が二度も沈んだが、いずれも生き残った。そのため、“死神のルツィア”と揶揄される。
決断力あり、頭もキレる。女の武器を使ってでも乗組員たちを守ろうとする。
マリノ・ノッテンベルク
声：彩世ゆう
ノーデンフェルト海軍中尉・先任将校。
軍人一家の出で、知的な容資にもかかわらず男勝りな性格。艦長に対でも堂々と進言する、ルツィアにとっても信頼できる部下。
捕虜の反乱に遭い、ルツィア側につき一緒に閉じこめられる。
ターニャ・ドク
声：桃井穂美
ノーデンフェルト海軍少尉補・次席将校。
名門ドク家の出身で、エリート教育を受けて育ち士官となった。キツイ性格で、他人にも自分にも厳しい。
姉とは対照的に出来の悪い双子の妹ドナに対しては特に厳しい。
エルカ・ザウネン
声：ユリア
ノーデンフェルト海軍二等電信兵曹・通信兵。
少年っぽい風貌と喋り方で、ぼそっと毒を吐くのが特徴。任務に対するプライドは高く、邪魔されるのを嫌う。
カタリナとは恋人関係であることは周知の事実、本人は友達だと否定する。
ヴィーデ・ルーシュ
声：海野蒼衣
ノーデンフェルト海軍二等航海兵曹・航海長。
新婚の夫が戦場に呼ばれ、初夜を過ごしておらずまだ処女。
後方勤務をしていたが、夫の情報を求めて前線に志願した、周りには隠している。
ミニアム・ジュテルエーダ
声：金田まひる
ノーデンフェルト海軍少尉・機関長。
機関士としての実戦経験はまた浅いが、戦死者がでて要員不足になったため、急遽彼女が機関長に任命された。
元気で素直ではきはき喋るが、土壇場に弱く苦戦中。
『蒼海の皇女たち』登場のルアッカ・シュテルエーダは姉である。
カタリナ・ベルハルト
声：海原エレナ
ノーデンフェルト海軍上等掌帆曹長・掌帆長。
両刃使いのエロ姉御、乗艦経験も豊富なため部下からの信頼も厚い。
艦内ではエルカ一筋たか、各地の港には恋人がいるらしい。
ドナ・ドク
声：桃井穂美
ノーデンフェルト海軍二等水兵・船務科下士官。
内気で泣き虫で、ドジな一面があり、いつも姉のターニャに怒られている。
捕虜の見張りを任されるが、彼らに同情してしまい、反乱の切っ掛けを与えてしまう。

### その他
極秘任務の一環としてネレイディアに乗艦してくる男たち、様々な混乱の火種となる。
デイモン・ウェンストン
諜報局員のノーデンフェルト海軍少佐、捕虜たちを連れ、敵国の二重スパイ。
トッシユ・ゴライネン
敵国捕虜、下品で力自慢の熟練水雷兵。
マルク・クライツラー
敵国捕虜、謎の青年兵。階級不明。

## スタッフ
- 原画：やくり
- シナリオ：八雲意宇
- BGM：クワイア

## 主題歌
「深海のメビウス」
作詞：織姫よぞら / 作曲：ケニーK / 歌：織姫よぞら